# Fontina
Fontina lub fr. Fontine – rodzaj włoskiego sera, który jest produkowany z krowiego mleka. Ser ten jest zaliczany do serów podpuszczkowych, dojrzewających oraz półtwardych. Smak sera Fontina jest bardzo delikatny. Po dwumiesięcznym dojrzewaniu ser nadaje się do starcia na tarce. Ser Fontina jest wykorzystywany jako przyprawa do wielu różnych potraw.
Wytwarzany jest tradycyjnie w Dolinie Aosty; historia jego wyrobu sięga średniowiecza. Obecnie chroniony jest prawem Unii Europejskiej – w 1996 roku uzyskał status Chronionej Nazwy Pochodzenia (POD). Co ważne, nie należy mylić sera Fontina PDO z handlową nazwą sera Fontal, który z serem produkowanym w Dolinie Aosty nie ma nic wspólnego, poza podobną nazwą.